# Хунгербургбан
Хунгербургбан (нем. Hungerburgbahn) — система фуникулёра в Инсбруке, Тироль, Австрия. Открыта в 1906 году, капитально отремонтирована в 2005-2007 годах, функционирует до сих пор.

## История
Система фуникулёра была спроектирована и построена в 1906 году инженером Йозефом Рилем. Введена была в эксплуатацию 12 сентября 1906 года. 
Вела от ротонды на высоте 572 метров над уровнем моря в районе Загген, где располагалась до 2010 года гигантская циклорама Инсбрука до Хунгербурга (район 858 метров над уровнем моря). 31 июня 1987 была открыта новая станция Альпенцо (альпийский зоопарк) , находившаяся недалеко от виадука через речку Инн с 15 арками длина которого была 160 метров. До 2005 года служила важным транспортом, перевозившим пассажиров из района Хунгербург в центр. 8 декабря 2005 года дорога была закрыта на ремонт, и возобновила свое движение 1 декабря 2007 года. По наши дни она функционирует и до сих пор. В 2017 году дорога отметила 10 летие с новооткрытия. 

## Станции
Маршрут идёт от станции Альтштадт  в центре города Инсбрук, потом идёт станция "ORF Tirol", ведущая к тирольской телестудии. Проехав новый построенный виадук через Инн, идет станция "Альпензоо" - от нее можно дойти к альпийскому зоопарку в Инсбруке. И конечная станция идёт Хунгербург, станция одноименного района на высоте более чем 800 метров от уровня моря. Частота хождения фуникулёра - каждые 15 минут.